# Vamos Uruguay
Vamos Uruguay es un sector (sublema) del Partido Colorado de Uruguay.

## Orígenes
Este sector se creó a inicios de 2007, en ocasión de un encuentro de dirigentes partidarios en Trinidad. Inicialmente se integraron los dirigentes Guillermo Stirling, Ope Pasquet, Alberto Brause y Germán Coutinho, quienes se nuclearon en torno al liderazgo del abogado y exministro Pedro Bordaberry. 
Su denominación tiene origen en la campaña para la elección municipal de 2005, en la cual Bordaberry fue el candidato del Partido Colorado a Intendente para Montevideo, siendo promovido con la consigna "Vamos con Pedro".

## Evolución

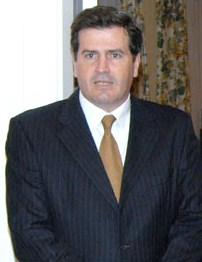
Pedro Bordaberry en 2005.

La necesidad de renovación en el Partido Colorado tras la derrota en las elecciones de octubre de 2004 se hacía imperiosa; y la imagen fresca del movimiento fue notada desde el vamos. En las elecciones juveniles del Partido, celebradas el 1 de diciembre de 2007, el sector obtuvo la segunda mejor votación del Partido Colorado, detrás del Foro Batllista y superando a la histórica Lista 15. 
Poco a poco se fueron acercando dirigentes colorados de todas las horas. Recibió las adhesiones de Diana Saravia, Washington García Rijo y Martha Montaner. También se han acercado varios dirigentes jóvenes, como Diego Fau, hijo del exdiputado frenteamplista y ministro colorado Yamandú Fau, y Joaquín Gamarra Batalla, nieto del exvicepresidente Hugo Batalla. En Paysandú el sector es liderado por Walter Verri y su agrupación Vamos Paysandú y en Salto por Germán Coutinho. El único alejamiento significativo que sufrió Vamos Uruguay fue el de Guillermo Stirling el 18 de noviembre de 2008. Pero las adhesiones no cesaron: también se acercaron, escindidos del Foro Batllista, Yeanneth Puñales, Gustavo Cersósimo y el propio Yamandú Fau; también quincistas como el veterano dirigente Juan Adolfo Singer, Walter Riesgo y el ex intendente de Río Negro Rubén Rodríguez López.
El 27 de noviembre de 2008 la Unión Colorada y Batllista, sector liderado por Alberto Iglesias anunció la adhesión a la precandidatura presidencial Pedro Bordaberry.
El 1 de abril de 2009, Pedro Bordaberry vendió su parte en el estudio de abogados Jiménez de Aréchaga, Viana y Brause donde trabajaba, para dedicarse enteramente a la actividad política.
A mayo de 2009 este sector contaba con tres diputados: Germán Cardoso, Daniel Bianchi y Gonzalo Texeira. Otros dirigentes destacados son Germán Coutinho y Max Sapolinsky.
La campaña de las elecciones internas se caracterizó por una esmerada imagen publicitaria, y un pegadizo eslogan "A levantar la bandera".

## Ideas
Vamos Uruguay se define como desarrollista.
Hay quienes ven en este movimiento una expresión de un nuevo conservadurismo político, aunque sus definiciones ideológicas no encajan con las del movimiento Nouvelle Droite, uno de cuyos principales exponentes es el académico francés Alain de Benoist. Una de los motivos es su gran énfasis en la lucha contra la delincuencia, con propuestas como rebajar la edad de imputabilidad penal de 18 años a 16 y mayor persecución a los delincuentes. Otros lo consideran un sector atrapalotodo.

## Comparecencia electoral
En las elecciones internas de junio de 2009, Pedro Bordaberry obtuvo una arrolladora votación. En las elecciones parlamentarias de octubre, Bordaberry encabezó la lista al Senado por el sector, resultando electo junto con Germán Coutinho y Ope Pasquet. En diputados obtuvieron una nutrida bancada de 14 legisladores: Fernando Amado, Alma Mallo, Aníbal Gloodtdofsky, Fitzgerald Cantero, Juan Manuel Garino y Juan Ángel Vázquez (Montevideo), Graciela Matiaude (Canelones), Germán Cardoso (Maldonado), Gustavo Cersósimo (San José), Daniel Bianchi (Colonia), José Amy (Soriano), Martha Montaner (Tacuarembó), Walter Verri (Paysandú), Cecilia Eguiluz (Salto).
De cara a las elecciones municipales de mayo de 2010, Vamos Uruguay ha presentado candidatos en todos los departamentos.
En el ámbito parlamentario realizaron un homenaje al difunto político colorado Domingo Arena, que provocó la reacción del Partido Nacional.
Otras actividades parlamentarias de menor envergadura realizadas por el sector incluyen el contralor de las actividades del Poder Ejecutivo y el trabajo en la elaboración de las leyes.
En julio de 2013, Pedro Bordaberry redobló su apuesta electoral: piensa postularse solamente a Presidente, sin ingresar al Senado. Pero finalmente se postuló a ambos cargos en las elecciones nacionales de 2014, logrando retener su banca en la Cámara Alta.
Bordaberry declinó una nueva postulación como precandidato para 2019, aunque continuó ejerciendo su cargo como senador. Pero una vez culminadas las internas de junio, y teniendo en cuenta la avalancha de votos recibida por el nuevo partido de derecha Cabildo Abierto, varios políticos comenzaron a ansiar una nueva postulación de Bordaberry al senado, para evitar una sangría de votos colorados en las elecciones de octubre. Finalmente, dicha eventualidad no tuvo andamiento.

### Ciclo electoral 2024-2025
En 2024, una vez culminadas las elecciones internas, Bordaberry anunció su postulación al Senado. Finalmente, en los comicios de octubre resultó electo a un escaño, conjuntamente con Tabaré Viera.

## Listas
Listado de las 26 agrupaciones políticas pertenecientes a Vamos Uruguay, que apoyaron la candidatura a Presidencia de Pedro Bordaberry.
- Movimiento Derecha Social - Lista 300
- Lista 360
- Lista 505
- Vamos Ahora Lavalleja - Lista 513
- Lista 919
- Construyendo Uruguay - Lista 1000
- Lista 1003
- Unidad Batllista - Lista 1010
- Vamos Ahora - Lista 1011
- Lista 1013
- Lista 1014
- Lista 1015
- Lista 1030
- Lista 1050
- Lista 1084
- Lista 1085
- Creando Futuro - Lista 1122
- Lista 1520
- Lista 3010
- Fuerza Joven - Lista 3310
- Lista 10000
- Lista 10101
- Lista 10222
- Lista 10520
- Lista 101010
- Lista 102000
- Lista 10101010